# Astronomy
Astronomy is een indiepopnummer van de Amerikaanse singer-songwriter Conan Gray uit 2021.
Het door Gray geschreven nummer gaat over een relatie waarbinnen beide partners langzaam van elkaar vervreemden. Gray vergelijkt dit met een ster die nog zichtbaar is vanaf aarde maar eigenlijk al gestorven is. Het werd op 7 mei 2021 als muziekdownload uitgebracht, als eerste single van het album Superache uit 2022, maar wist in geen enkel land de hitlijsten te halen.

## NPO Radio 2 Top 2000
Het kwam in 2023 wel in de Top 2000 van NPO Radio 2. In de gemeenten Hilversum en Wijdemeren was het dat jaar zelfs het nummer waar het meest op gestemd werd. Dat het deze lijst betrad, kwam door een stemactie van de inwoners van deze twee gemeenten, die was opgezet omdat het het lievelingsnummer was van een in een auto-ongeluk overleden plaatsgenoot. In dit ongeluk in december 2023 overleed zowel de veertienjarige Hilversummer als haar twaalfjarige zusje.
Astronomy stond alleen in 2023 in de NPO Radio 2 Top 2000, op plek 1497.